# 蒙特梅紐山
41°23′19″N 0°24′5″E / 41.38861°N 0.40139°E

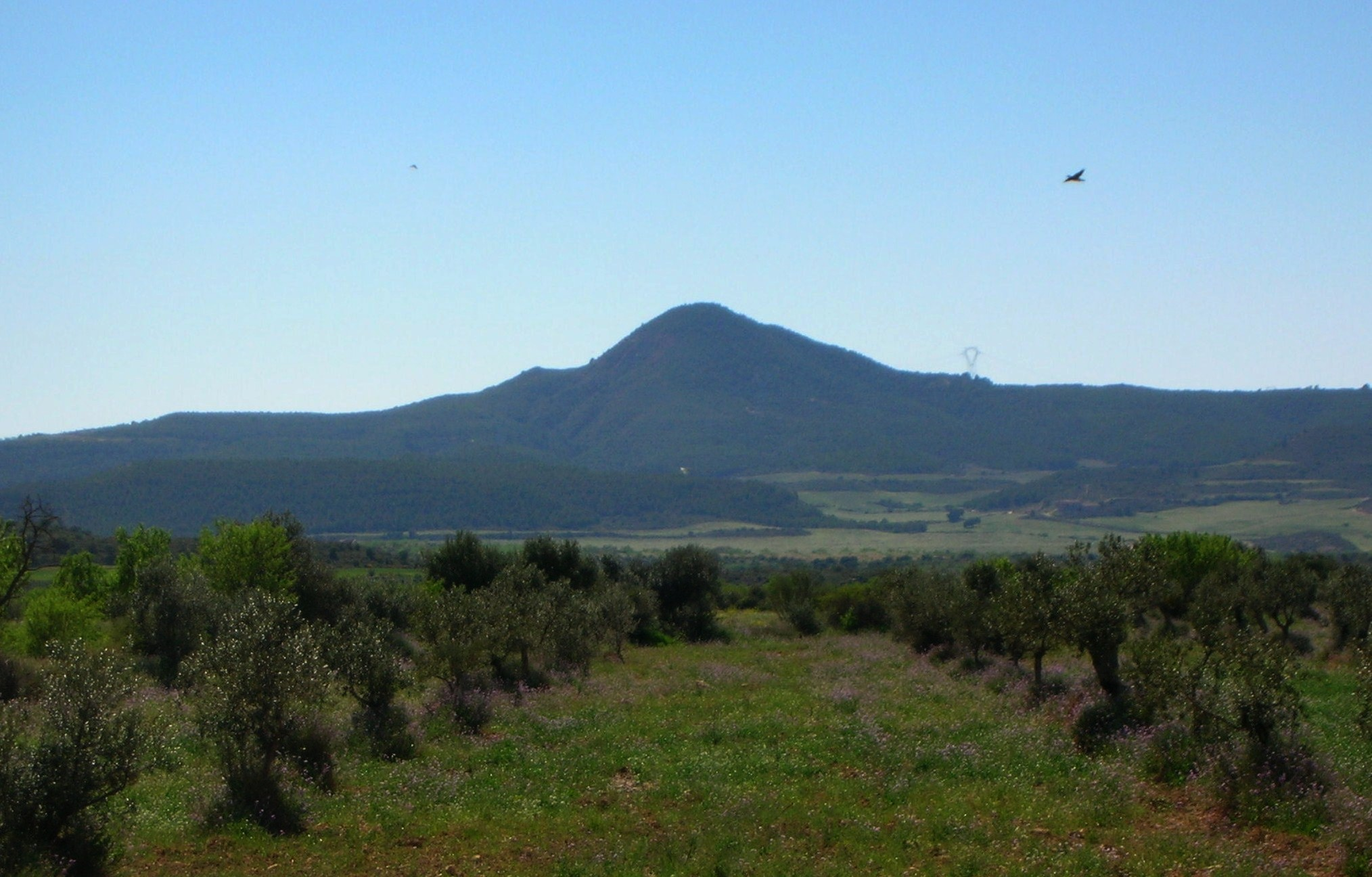

蒙特梅紐山，是西班牙的山峰，位於該國東北部加泰羅尼亞，處於加泰羅尼亞中央盆地，海拔高度494米，該山峰的山體由礫岩組成。